# Conn Iggulden
Conn Iggulden, britanski pisatelj, * 1971, Northwood, Združeno kraljestvo.
Na Univerzi v Londonu je študiral angleščino in jo poučeval sedem let. Službo je kasneje pustil in začel pisati prvo knjigo z naslovom Rimska vrata. Trenutno je poročen in živi z ženo ter otroci v Hertfordshiru, Anglija.
Iggulden večinoma piše zgodovinsko leposlovje. 

## Dela
Serija knjig Imperator:
1. Rimska vrata
2. Smrt kraljev
3. Polje mečev
4. Bogovi vojne

Serija Osvajalec (o mongolskih bojevnikih, njihovem življenju, bojevanju in osvajanju):
1. Volk s planjav (2008) (COBISS)
2. Gospodarji loka (2009) (COBISS)
3. Mogočni vladar
4. Imperij srebra
5. Osvajalec